# Вегетарианское питание

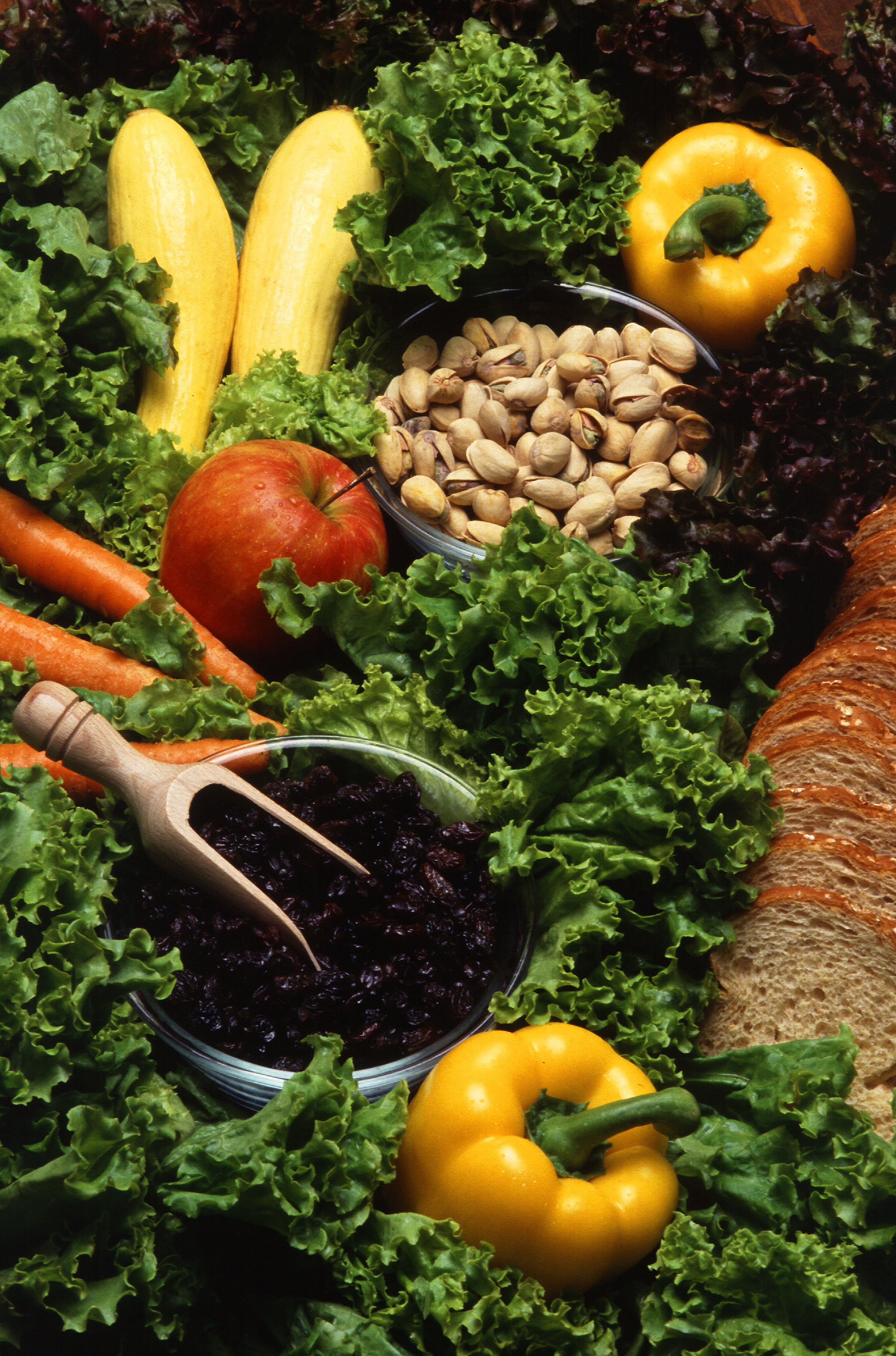
Некоторые продукты, типичные для вегетарианского питания

Вегетариа́нское пита́ние связано с совокупностью аспектов, касающихся здоровья, и в качестве диеты имеет возможные преимущества и недостатки. В частности — получение организмом необходимых витаминов, минералов и незаменимых аминокислот из растительной или лакто-ово-вегетарианской пищи.

## Преимущества вегетарианской диеты
Основными преимуществами вегетарианской диеты является:
- более редкое распространение таких заболеваний и недугов, как ишемическая (коронарная) болезнь сердца[1], ожирение (избыточный вес)[2][3][4], гипертония (повышенное давление)[2][4], повышенный уровень холестерина в крови[2][3][3], диабет 2-го типа[2][4], аппендицит, требующий хирургического вмешательства, некоторые виды рака[5]
- насыщенность углеводами, жирными кислотами омега-6, клетчаткой, каротиноидами, фолиевой кислотой, витамином C, витамином E, калием и магнием[2][3]
- как правило, умеренное содержание насыщенных жирных кислот, холестерина и животного белка[2].

## Недостатки вегетарианской диеты
Для полноценного вегетарианского питания недостаточно просто исключить из диеты мясо и другую пищу животного происхождения, необходимо заменить её на пищу схожую по пищевой ценности и правильно спланировать диету.
При неправильно спланированной вегетарианской диете у вегетарианцев возможен дефицит белка, железа, кальция, жирных кислот омега-3, витамина D, витамина B12 (что касается и лакто-вегетарианцев) и цинка.
При питании одними овощами, особенно в сыром виде, есть риск превысить безопасную дозу нитратов почти в два раза (более 650 мг в сутки).

## Вопросы полноценности вегетарианского рациона
Уровень употребления питательных веществ вегетарианцами при правильно спланированной вегетарианской диете близок к существующим рекомендациям, а состояние здоровья оценивается как хорошее, не отличающееся от такового у не-вегетарианцев, ведущих схожий образ жизни. В правильно спланированной вегетарианской диете, в том числе и веганской, обыкновенно высоко содержание углеводов, омега-6 жирных кислот, диетической клетчатки, каротиноидов, фолиевой кислоты, витамина C, витамина E и магния, и относительно невысокое содержание белка, насыщенных жиров, омега-3 жирных кислот с длинной цепочкой, ретинола, витамина B12, железа и цинка. Веганы могут получать особенно низкое количество витамина B12, витамина D и кальция.
Содержание в крови витамина B12 у веганов и железа у вегетарианцев в среднем может быть ниже нормы. Однако, заболевания от нехватки «спорных» витаминов и микроэлементов, риск которых может быть теоретически обоснован, наблюдаются у вегетарианцев обычно не чаще, чем у невегетарианцев (например — от недостатка цинка или железа). Важным аспектом является также то, что организм может быть способен приспосабливаться под долговременную диету и стремится эффективней получать те вещества из доступной пищи, которые ему необходимы.

### Белки, жиры, углеводы

#### Белок

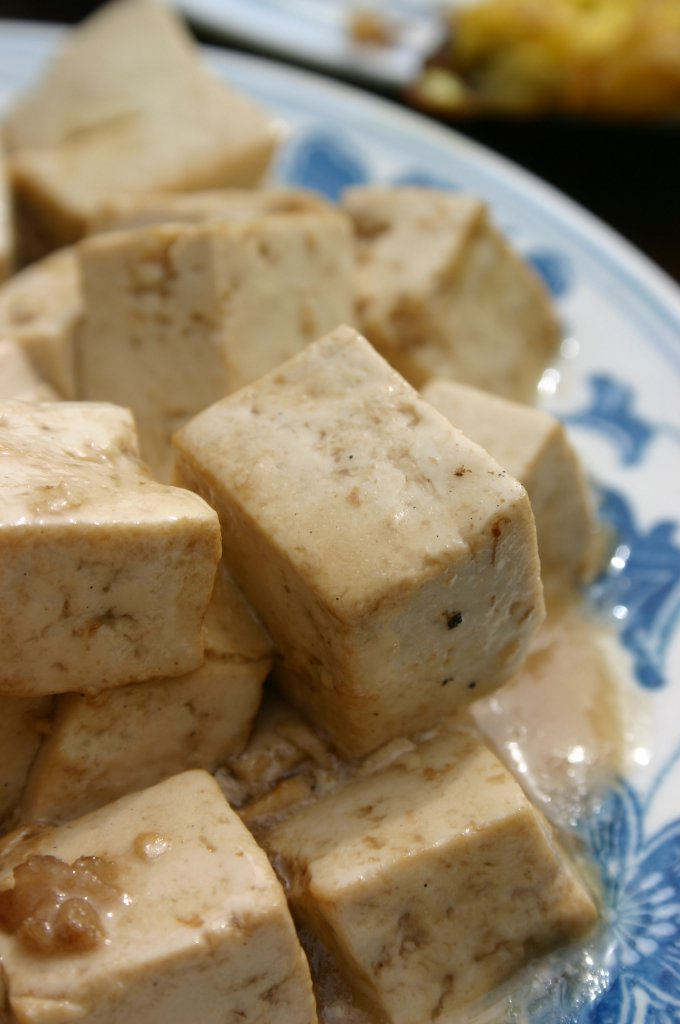
Блюдо из тофу — источник полноценного белка из сои

Растительность обеспечивает достаточное количество полноценного белка в той мере, в какой она разнообразна и покрывает энергетические потребности человека. Хотя белок в различных видах растительности может быть неполноценным, сочетание различных видов растительной пищи в течение дня разрешает это положение, обеспечивая организм полноценным белком. Однако изолированный соевый белок не уступает по качеству эталонному. Потребность в белке нестрогими вегетарианцами покрывается также за счёт молока и его продуктов и/или яиц. Корректно составленная вегетарианская, в том числе строговегетарианская диета, может удовлетворять потребности в белке спортсменов.
Белок в обилии присутствует как в пище животного происхождения, так и растительного — бобовые, зерновые, орехи — и многие не-вегетарианцы, особенно в западных странах, получают избыточное количество белков, что может негативно влиять на здоровье и привести к таким заболеваниям, как остеопороз и почечная недостаточность.
Белок содержит необходимые человеку аминокислоты, среди которых некоторые являются незаменимыми (должны поступать с пищей, так как не могут вырабатываться организмом самостоятельно). Белки, содержащие все незаменимые аминокислоты, называются «полноценными». Вопреки распространённому заблуждению, для всех незаменимых аминокислот имеются растительные источники, среди которых можно особенно выделить зерновые и бобовые. Вплоть до конца XX века было распространено мнение, что растительная пища не может обеспечить человеческий организм необходимым количеством полноценного белка — в англоязычных ресурсах оно получило название «миф о белке» (англ. Protein Myth). При этом утверждалось, что только животные продукты питания могут являться источниками полноценных белков, но доказано, что соевые бобы (и, следовательно, все соевые продукты) также содержат все незаменимые аминокислоты. Предположение, что все необходимые аминокислоты должны регулярно присутствовать в ежедневном рационе человека, вследствие чего вегетарианцы должны были бы ежедневно совмещать употребление в пищу бобовых и злаков, основывается на исследовании на лабораторных крысах в 1914 году и никогда не было подтверждено научными исследованиями, но только опровергнуто впоследствии.
К примеру, комбинацией овсяного и горохового белков можно добиться оптимального соотношения аминокислот, соответствующего требованиям ФАО/ВОЗ к полноценному белку. Полноценность горохового белка лимитирована серосодержащими аминокислотами метионин и цистеин, в то время как овсяный белок имеет более чем достаточно серосодержащих аминокислот, но лимитирован аминокислотой лизин. Комбинируя овсяный и гороховый белки, можно изготавливать пищевые продукты с превосходными вкусовыми характеристиками и высокой питательной ценностью. Благодаря взаимодополняющему аминокислотному составу овсяный и гороховый белки могут успешно применяться в питании спортсменов, в детском питании, продуктах питания для людей пожилого возраста, в пищевых продуктах для контроля аппетита и снижения массы тела.

#### Жиры

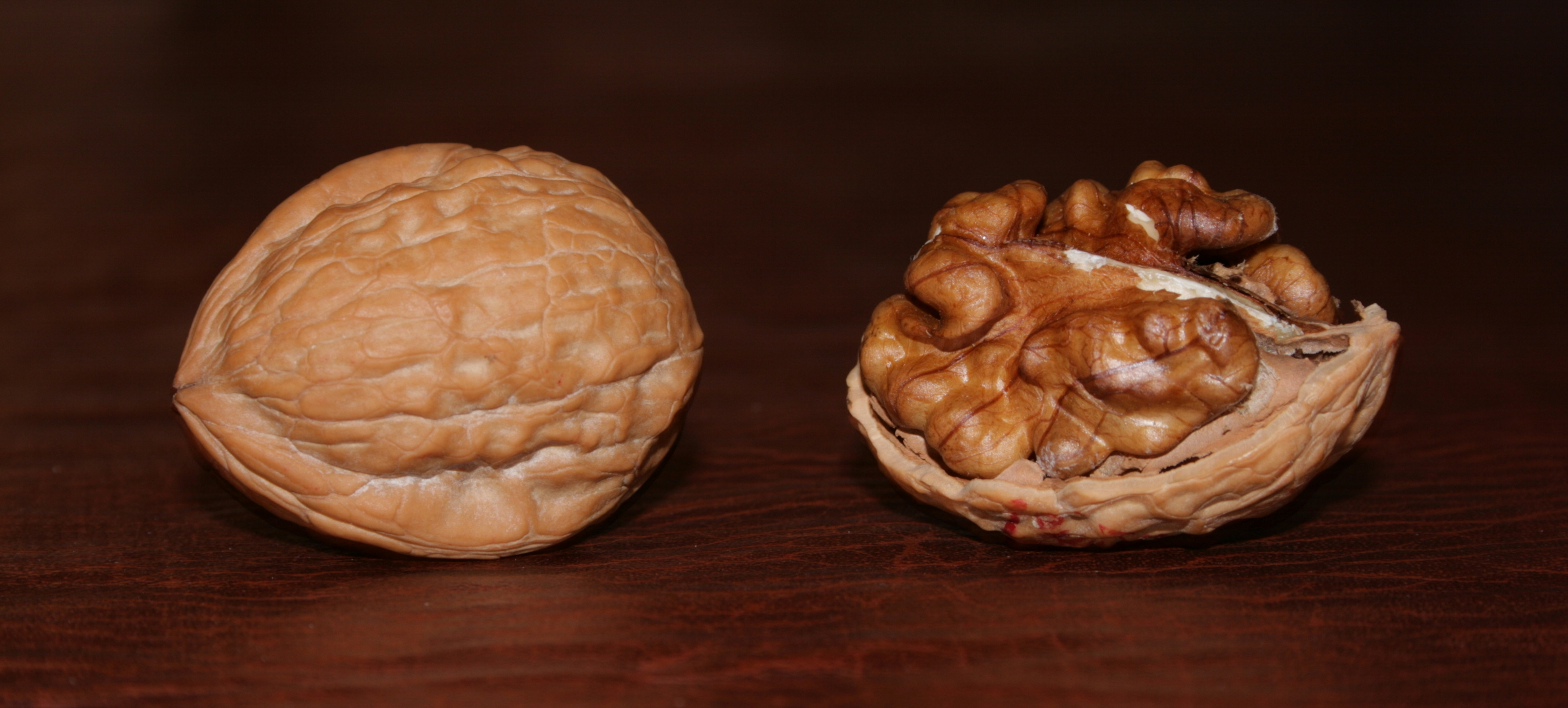
Грецкие орехи, содержат жирные кислоты омега-3

Вегетарианская диета, как правило, богатая жирными кислотами омега-6, может содержать недостаточное количество жирных кислот омега-3. Диеты, в которых не присутствуют яйца или достаточно большое количество водорослей, обычно содержат мало эйкозапентаеновой кислоты (EPA) и докозагексаеновой кислоты (DHA). Преобразование альфа-линоленовой кислоты (ALA), жирной кислоты омега-3 растительного происхождения, в EPA и DHA в человеческом организме низко, поэтому вегетарианцы должны включать в свой рацион хорошие источники ALA, такие как льняное масло и льняное семя, конопляное масло и семена, грецкие орехи, рапсовое и соевое масла. Также доступны экстракты из водорослей в качестве добавок преформированных DHA и EPA, которые доказали свою эффективность в повышении уровней этих жирных кислот в крови. Эти водоросли являются изначальными источниками омега-3, из которых рыбы получают эти жирные кислоты.

### Микроэлементы

#### Железо
Пища растительного происхождения содержит только негемовое железо. Оно более чувствительно к веществам, препятствующим и усиливающим его усвоение, чем гемовое, составляющее большую часть железа в пище животного происхождения. Препятствующие вещества включают фитаты, кальций, чай, включая некоторые травяные, кофе, какао, специи и клетчатку. Витамин С и другие органические кислоты, присутствующие в плодах и овощах, употребляемые в пищу одновременно с источником железа, могут значительно способствовать усвоению негемового железа и снизить или полностью компенсировать воздействие фитатов и других ингибиторов. Усвоение негемового железа также зависит от уже существующих запасов железа в организме.
Существуют данные о том, что организм может адаптироваться к более низкому употреблению и всасыванию железа путём уменьшения потери железа через выделительные системы. Также регулярное употребления продуктов, богатых фитиновой кислотой, сокращают её ингибирующее действие на всасывание железа.
Содержание железа в гречневой крупе (2.20 мг), зелёном горошке(1.47 мг), сопоставимо с уровнем железа в мясе (на единицу веса), а в фасоли и сое — в несколько раз больше, чем в среднем в мясной пище.
Однако из риса и шпината организм человека способен усвоить не более 1 % содержащегося там железа, из кукурузы и фасоли — не более 3 %, из бобов сои — до 7 %. Усвоение из животной пищи — выше (говядина — до 22 %, рыба — около 11 %, яйца — не более 3 %). Вымачивание и проращивание (а также ферментирование) бобовых, зерновых и семян снижает содержание в них фитатов и увеличивает усвояемость железа.
Использование железной посуды существенно увеличивает содержание железа в еде. По результатам ряда исследований, за время приготовления в железной и чугунной посуде содержание железа в пище возрастает в от 1,2 до 21 раза. При этом содержание железа сильнее возрастает в соусах или еде, приготовленной в соусе (например, чили).
Особенно важно обратить внимание на достаточное обеспечение организма железом женщинам, так как они регулярно теряют порядка 15 мг железа с кровью во время месячных.

#### Кальций
Кальций присутствует во многих видах растительной и обогащённой им пище. Зелёные овощи, содержащие низкое количество оксалатов (китайская капуста, брокколи, браунколь, листовая капуста) обеспечивают кальцием более высокой усвояемости (49 — 61 %) в сравнении с обогащённым кальцием тофу и соками, а также коровьим молоком (31 — 32 %) и обогащённым соевым молоком, кунжутным семенем, миндалём и красными и белыми бобами (21 — 24 %). Инжир, соевые бобы и темпе обеспечивают дополнительным кальцием.
Приём кальция лакто-вегетарианцев сравним с таковым и даже выше не-вегетарианцев, тогда как у строгих вегетарианцев он ниже всех, часто ниже рекомендуемого уровня.

#### Цинк
Из-за того, что фитаты препятствуют усвоению цинка, а белок животного происхождения, как предполагается, его усиливает, у вегетарианцев ниже усвояемость цинка, чем у не-вегетарианцев, хотя случаев дефицита не замечено. Как и в случае с железом, усвояемость цинка можно повысить путём вымачивания и проращивания бобовых, зерновых и семян, а также заквашиванием хлеба.

#### Йод
Среди вегетарианских источников йода: йодированная пищевая соль, морские водоросли (например, морская капуста), молочные продукты, морская соль (например, в салате), яблочные косточки (10 штук содержат суточную норму), овощи, выросшие в почве с содержанием йода. Обычно, в западных странах, дополнительным источником служит пищевая соль, специально обогащённая йодом. Согласно информации British Journal of Nutrition («Британский журнал питания») существует теоретическая вероятность нехватки йода при строгих формах вегетарианской диеты, особенно при питании фруктами и овощами, выросшими в почве с низким содержанием йода.

### Витамины

#### Витамин B12
В природе витамин B12 синтезируется почти исключительно микроорганизмами: бактериями, актиномицетами и сине-зелёными водорослями. Потребляется современным человеком, в первую очередь, через продукты животного происхождения. Этот витамин производится также синтетически. Поэтому единственными надёжными источниками витамина B12 для веганов являются искусственно обогащённые этим витамином продукты (например, сухие завтраки, соевое молоко) и витаминные препараты. Квашения (например, квашеная капуста), дрожжи, некоторые виды съедобных водорослей, облепиха, и ряд других ферментированных продуктов (мисо) могут содержать форму витамина B12, приемлемую для человеческого организма, но надёжными источниками витамина B12 они не являются.
Растительность не содержит витамин B12 в подходящей для человека форме, однако он содержится в молоке и его продуктах и в яйцах, поэтому нестрогие вегетарианцы получают его в необходимом количестве при регулярном их употреблении. Веганам необходим приём добавки витамина или употребление обогащённой им пищи. Хронический недостаток в организме витамина B12 способствует развитию злокачественного малокровия в виде пернициозной анемии.
Исследования веганов показали, что уровень витамина B12 (около 125—300 пг/л) у веганов понижен, но находится выше критического уровня в 70 пг/л. При этом те веганы, которые употребляли обогащённую витамином В12 пищу (соевое молоко) на протяжении как минимум года, имели существенно лучшие результаты (304—540 пг/л, Crane et al., 1994, США).
В результате исследования нескольких сотен веганов в Германии также было подтверждено, что уровень витамина B12 в крови у веганов понижен и является обратно пропорциональным стажу веганства. При нормальном уровне 200—900 пмоль/л у веганов со стажем до 5 лет — в среднем 166 пмоль/л, 5-10 лет: 157 пмоль/л, 10-15 лет: 108 пмоль/л, больше 15 лет: 95 пмоль/л. Причём уровень этого витамина был выше у группы т. н. «умеренных веганов», употребляющих молочные продукты или яйца в очень маленьких дозах (в среднем около 5 г молочных продуктов в день).

#### Витамин D
Растительность не является источником витамина D, но он присутствует в небольших количествах в молоке и его продуктах и яйцах. Необходимое количество витамина организм синтезирует под воздействием УФ-излучения солнечного света. Пребывание на солнце в течение 15 минут в летнее время на 42 широте обеспечивает необходимым количеством витамина, однако в зимнее время и в более высоких широтах это составляет проблему, поэтому вегетарианцам рекомендуется приём добавок витамина. Также под воздействием УФ-излучения витамин синтезируется в грибах, в частности, в шампиньонах: 5 минут облучения свежесорванного гриба достаточно, чтобы количество вещества поднялось до уровня почти в 10 раз больше дневной нормы употребления его человеком.

## Исследования о влиянии диеты на здоровье человека

### Смертность
Анализ результатов 5 крупнейших исследований, сравнивавших уровень смертности среди более чем 76 000 вегетарианцев и не-вегетарианцев, ведущих схожий образ жизни, а именно Adventist Mortality (США), Adventist Health (США), Health Food Shoppers (Британия), Oxford Vegetarian (Британия) и Heidelberg (Германия), показал, что смертность вегетарианцев от ишемической болезни сердца, следовавших своей диете более 5 лет, на 24 % ниже не-вегетарианцев. В ходе дальнейшего подразделения на категории выявлено, что, в сравнении с 31 766 людьми, кто ел мясо по меньшей мере один раз в неделю:
- смертность тех, кто ел мясо реже одного раза в неделю (8135 человек) была в целом на 10 % ниже и на 20 % ниже смертности от сердечных заболеваний;
- смертность тех, кто ел рыбу вместо мяса (2375 человек) была в целом на 18 % ниже и на 34 % ниже смертности от сердечных заболеваний;
- смертность лакто-ово-вегетарианцев (23 265 человек) была в целом на 15 % ниже, на 34 % ниже смертности от сердечных заболеваний и на 34 % ниже смертности от рака лёгких;
- смертность строгих вегетарианцев (всего 753 человека) не отличалась в целом и была на 26 % ниже смертности от сердечных заболеваний[56].

Важно заметить, что из 68 случаев смерти строгих вегетарианцев в исследовании причиной 17 были сердечные заболевания, а причины 42 не связаны с питанием, и также то, что не учитывалось, принимали ли они добавки витамина B12, пониженное содержание которого в организме связано с повышением заболеваемости сердечно-сосудистой системы.
Анализом заболеваемость участников исследования EPIC-Oxford выявлено, что катаракта среди строгих вегетарианцев и нестрогих вегетарианцев встречается на 40 % и 30 % реже соответственно, чем среди не-вегетарианцев.
По результатам EPIC-Oxford с участием 64 234 британцев было установлено, что в целом смертность среди вегетарианцев и не-вегетарианцев, в чей рацион у мужчин и женщин входили в среднем 79 грамм и 67 грамм мяса в день соответственно, отличается статистически недостоверно, при этом смертность среди участников исследования ниже, чем в среднем по Британии. Смертность от ишемической болезни сердца среди веганов, по сравнению с вегетарианцами и употребляющими рыбу статистически недостоверно выше, но стоить заметить, что количество веганов в исследовании было невелико. Также не было обнаружено разницы в смертности от рака между вегетарианцами и не вегетарианцами.
В 2005 году были опубликованы результаты исследования, проведённого в немецком центре исследования рака в Гейдельберге. На протяжении 21 года под наблюдением находились 679 невегетарианцев, ведущих здоровый образ жизни (занимающихся спортом и не имеющих вредных привычек) и 1225 вегетарианцев. Результаты исследования показали, что вегетарианская диета приводит к незначительному снижению смертности от ишемической болезни сердца.

### Продолжительность жизни
В другой работе по анализу результатов 6 крупных исследований ожидаемости продолжительности жизни с участием в общей сложности установлено, что очень низкий или нулевой уровень употребления мяса связан со значительным увеличением продолжительности жизни. Долгосрочная приверженность (>20 лет) вегетарианству может увеличить ожидаемую продолжительность жизни в среднем на 3,6 года. Одно из включённых в анализ исследований — California Seventh-Day Adventists — изучавшего ожидаемую продолжительность жизни более 34 тыс. адвентистов седьмого дня Калифорнии, выявило, что средняя ожидаемая продолжительность жизни у регулярно совершавших физические упражнения, часто евших орехи, не куривших в прошлом, имевших индекс массы тела ниже 25,9 у мужчин и 25,2 у женщин, перешагнувших порог в 30 лет адвентистов-вегетарианцев составляла 83,3 лет у мужчин и 85,7 у женщин и у адвентистов-не-вегетарианцев — 81,2 и 83,9, соответственно, что являет наибольшую продолжительность жизни из исследовавшихся ранее сообществ в мире. Ожидаемая продолжительность жизни адвентистов-не-вегетарианцев, не совершавших регулярно физические упражнения, не евших часто орехи, куривших в прошлом и индексом массы тела более указанных ранее отметок была ниже на 9—10 лет.

## Отношение организаций в сфере здоровья

### Отношение диетологических организаций
- Позиция Американской диетологической ассоциации 2009 года[8], позиция Американской диетологической ассоциации и ассоциации «Диетологи Канады» 2003 года[63], позиция Новозеландской диетологической ассоциации 2000 года[64], справка Британского фонда питания 2005 года[65]: правильно спланированные вегетарианские диеты, включая веганскую, являются здоровыми и полноценными, подходят для людей любого возраста, беременных и кормящих женщин, детей, подростков, спортсменов, а также могут помочь в профилактике и лечении некоторых заболеваний.
- Диетологическая ассоциация Австралии считает, что вегетарианская диета может быть очень здоровой[66].
- Германское общество питания считает, что вегетарианская диета пригодна в качестве постоянной диеты[67].
- Британский фонд питания считает вегетарианское сыроедение и вегетарианскую макробиотику (в отличие от просто вегетарианской диеты) неприемлемыми для детей[65].

### Отношение медицинских организаций
- В докладе Швейцарского ведомства здоровья 2008 года признаётся полноценность правильно спланированной вегетарианской диеты. Говорится, что строгое вегетарианство может быть здоровым[68].
- Латвийское министерство здравоохранения считает, что вегетарианская и веганская диеты могут быть здоровыми и обеспечивать человека всем необходимым[69].
- Комитет по питанию Американской педиатрической академии в 1998 г. заявил, что правильно спланированная вегетарианская диета отвечает диетическим потребностям младенцев и детей и способствуют их нормальному развитию[70].
- Министерство здравоохранения Израиля считает, что: «Вегетарианская диета, соблюдающаяся разумно, может предоставить все необходимые продукты для нужд ребёнка от рождения и до старости. Дети вегетарианцы прекрасно растут, если их меню включает все необходимые компоненты в достаточном количестве, и если они питаются в соответствии с рекомендациями питания для всех детей их возраста»[71].